# 遠印度

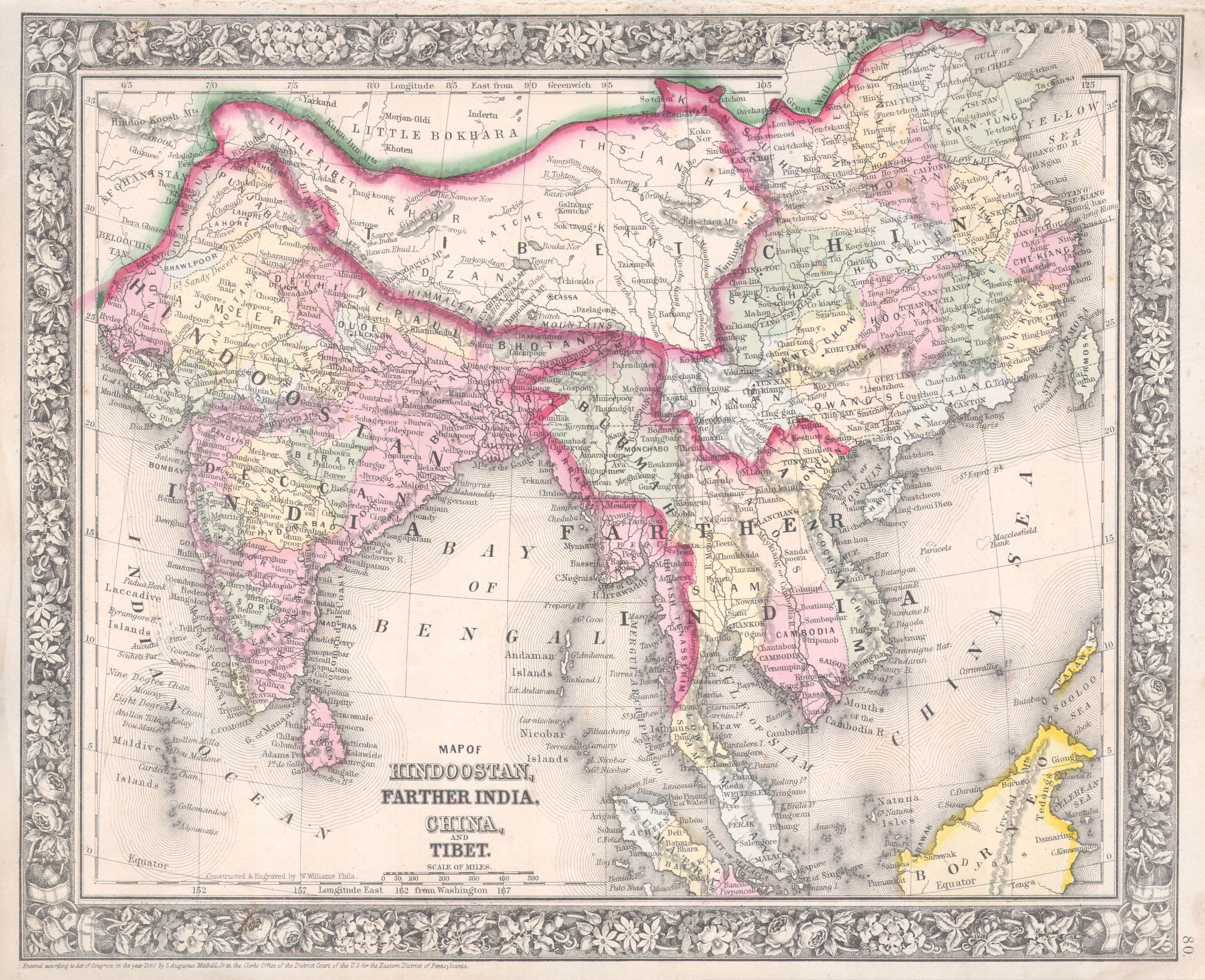
《印度斯坦和遠印度》，1864年地圖，Samuel Augustas Mitchell繪

遠印度（Farther India），昔日歐洲地理學家用語，指印度次大陸以東、中國以南的地區，即今天中南半島。:190類似概念參見遠東。